# École nationale de l'aviation civile
L'École nationale de l'aviation civile (ENAC), és el nom en francès de l'escola d'enginyeria aeronàutica francesa (Grande école) a Tolosa. Forma part de la Universitat de Tolosa i la Aerospace Valley i France AEROTECH.
És l'escola d'aeronàutica més gran d'Europa.
La universitat té una fundació. Els graduats estan representats per l'associació ENAC Alumni.

## Famós graduat
- Amadou Cheiffou, un polític nigerí
- Jean-Baptiste Djebbari, ministre de Transport
- Marc Houalla, CEO de l'Aeroport de París-Charles de Gaulle
- Patrick Ky, president de l'AESA
- Jean Peyrelevade, polític i empresari francès